# Monster (Lady-Gaga-Lied)
Monster ist ein Lied der US-amerikanischen Sängerin Lady Gaga aus ihrem Album The Fame Monster. Der Song beschreibt Lady Gagas „Angst vor dem Sex Monster“. Es sollte eigentlich am 5. November 2010 in Deutschland veröffentlicht werden, was jedoch nicht geschah.

## Hintergrund und Komposition
In einem Interview mit MTV News, sagte Lady Gaga, dass „Monster“ die Angst „vor Bindung und die Angst vor der Liebe die schlecht für dich ist, beschreibt. Ich verfalle der Liebe zu dem Monster“.
Monster wurde von Lady Gaga und Space Cowboy in der Tonart C-Dur geschrieben. Gagas Stimmumfang reicht von tiefen Tönen der E3 bis in die hohen Noten von B4. Der Song wurde am Record Plant Studio in Los Angeles im Jahr 2009 aufgenommen. Der Song enthält Stottern, Synthesizern und 1980er-Trommeln. Außerdem nutzt der Song schwere Basslinien, absteigende Linien und „massive“ Chöre, während jemand Lady Gaga besingt, sie sei so „heiß wie die Hölle“. Der Liedtext enthält Metaphern, die sich auf Zombies und Monster beziehen, wie z. B. „He ate my heart and then he ate my brain“ („Er aß mein Herz, und dann aß er mein Gehirn“) und „He’s a wolf in disguise … But I can’t stop staring in those evil eyes“ („Er ist ein Wolf der sich getarnt hat … Aber ich kann nicht aufhören, in diese bösen Augen zu starren“.).
Das Lied macht textlich durch die Zeile „I wanna just dance but he took me home instead“ eine Anspielung auf ihre erste Single Just Dance. Bei beiden Songs spielt das „böse Erwachen“ während bzw. nach einer Party eine große Rolle.

## Rezeption
Der Song erhielt gemischte Bewertungen von Kritikern. Michael Hubbard aus musicOMH nannte „Monster“ eine potenzielle Single, lobte die musikalische Komposition, aber kritisierte die Texte. Evan Sawdey aus PopMatters kritisierte auch die Metaphern, die in den Texten des Songs enthalten sind, aber letztlich nannte er es einen überraschend wirksamen Pop-Cocktail. Ben Patashnik von NME fühlte, dass es etwas zu eintönig wurde. Rolling Stone Caryn Ganz verglich „Monster“ mit der Arbeit von Stacey Q, und beschrieb es als einen süßen Rückfall. Scott Plagenhoef von Pitchfork sah Ähnlichkeiten zwischen Gagas Stimme in dem Song „Monster“ und der von Kylie Minogue.

## Rock Band 2
Das Lied Monster wurde am 16. März 2010 gemeinsam mit den Singles Just Dance, Poker Face und Bad Romance für das Videospiel Rock Band 2 zur Verfügung gestellt.

## Live

Lady Gaga singt „Monster“ auf der Monster Ball Tour

Am 15. Januar 2010 präsentierte Lady Gaga den Titel als Medley mit Bad Romance und Speechless in der Oprah Winfrey Show. Sie sang den Song auch regelmäßig auf der „The Monster Ball Tour“.
Die Monster-Ball-Tour (2009–2011)
Am 27. November 2009 wurde der Song zum ersten Mal live bei der Premiere des ersten Monster-Balls vorgeführt.
Eigentlich sollte Monster auf der Monster-Ball-Tour, vor Lady Gagas Änderungen, nach Raven aufgeführt werden. Für die zweite Version der Tour, die Revamped Version, ist Monster mit einem langen instrumentalen Intro zu hören. Beide Male singt Lady Gaga die unzensierte Version.

## Chartplatzierungen
Im Vereinigten Königreich erreichte das Lied im Dezember 2009 als Einzeldownload Platz 68 der Singlecharts und hielt sich dort für eine Woche. In Neuseeland kam das Lied ebenfalls durch Downloads auf Platz 29 der Charts. In Ungarn schaffte es „Monster“ in die Top 10, fiel aber nach einer Woche wieder heraus.
| ChartsChartplatzierungen     | Höchstplatzierung | Wochen |
| ---------------------------- | ----------------- | ------ |
| Vereinigtes Königreich (OCC) | 68 (1 Wo.)        | 1      |

## Mitwirkende
- Lady Gaga – arrangement, co-production, vocals, writing
- Robert Orton – mixing
- RedOne – arrangement, backing vocals, engineering, editing, instruments, production, recording, writing
- Dave Russel – engineering
- Johnny Severin – editing, engineering
- Space Cowboy – backing vocals, recording, writing[19]